# Матура
Матура или държавен зрелостен изпит е изпит, който се полага след успешно завършен 12-и клас и е условие за придобиване на средно образование. Зрелостният изпит е задължителен. Неявилите се или неиздържалите матурите получават „Удостоверение за завършен гимназиален етап“, но това не им дава право да кандидатстват във висши учебни заведения.
Зрелостниците в различни периоди е трябвало да полагат между 2 и 6 писмени и 5 – 6 устни изпита. Учебните предмети, върху които най-често се държат изпити, са български език, математика, чужди езици, физика, химия и история.
Държавни зрелостни изпити се провеждат за първи път в България през 1878 г. Матурите са задължителни за всички, завършили в периода от 1892 до 1965 г. До 2002 г. е възможно освобождаването от зрелостни изпити при условие, че зрелостниците са завършили успешно последния гимназиален клас с оценка най-малко много добър (5) и имат средноаритметична оценка от годишните оценки по съответния учебен предмет най-малко много добър (5).
През 1998 г. в Закона за народната просвета като условие за придобиване на средно образование отново се въвеждат държавните зрелостни изпити. Пробни държавни зрелостни изпити (матури) се провеждат през 2002, 2003, 2004, 2005 и 2007 г. От 2008 г. матурите отново стават задължителни.
До края на учебната 2020/2021 година се държи матура по два предмета – задължително по Български език и литература (БЕЛ), а вторият предмет е по избор на зрелостника от следните дисциплини:
- математика;
- чужд език (по избор: английски, руски, немски, френски, испански, италиански);
- история и цивилизация;
- география и икономика;
- философски цикъл;
- химия и опазване на околната среда;
- биология и здравно образование;
- физика и астрономия.

По всеки от изброените предмети са съставени въпроси, които носят до 70 точки. Пише се и есе по дадена тема, което дава още 30 точки. Така максималният брой точки е 100. Полученият резултат от определен брой точки се превръща по скала в оценка по шестобалната система (с точност до втория знак) и тази оценка се вписва в Дипломата за средно образование.

## Произход
Думата „матура“ произлиза от латинското maturitas, в превод „зрелост“. С малки изменения тази дума се използва за зрелостен изпит в Австрия, Чехия, Словакия, Полша, Унгария, Сърбия, Черна гора, Хърватия, Словения, Швейцария, Лихтенщайн и др. Матурата в тези страни съответства на английския изпит A-level, на Abitur в Германия, френския le baccalauréat и на руския Единый государственный экзамен (ЕГЭ).